# Сан-Мартин-де-Боланьос
Сан-Марти́н-де-Боланьос (исп. San Martín de Bolaños) — посёлок в Мексике, в штате Халиско, входит в состав одноименного муниципалитета и является его административным центром. Численность населения, по данным переписи 2020 года, составила 2138 человек.

## Общие сведения
В до-испанские времена в регионе проживали племена индейцев касканов, текуэхов, уачичилей.
В 1530 году регион был завоёван конкистадорами во главе с Кристобалем Оньяте.
Позднее была основана асьенда, где проживали рабочие, добывающие серебро в найденных неподалёку жилах.
К 1748 году число жителей значительно выросло, из-за открытия новых месторождений, а поселение было известно как Минераль-дель-Тепек.
В 1825 году поселение упоминается как административный центр Сан-Мартин, откуда управлялись поселения Маматла, Теписуак и Почотитан.
В 1895 году ему был присвоен статус посёлка.
В 1971 году в муниципальной переписи посёлок имеет современное название.
Он находится в 200 км к северу от столицы штата, города Гвадалахара.

## Население
| Год  | Численность | Численность |
| ---- | ----------- | ----------- |
| 2000 | 2172        | [ 7 ]       |
| 2005 | 2037        | [ 8 ]       |
| 2010 | 2282        | [ 9 ]       |
| 2020 | 2138        | [ 10 ]      |